# جائزة نقاد التلفزيون لأفضل ممثلة مساعدة في مسلسل درامي
جائزة نقاد التلفزيون لأفضل ممثلة مساعدة في مسلسل درامي (بالإنجليزية: Critics' Choice Television Award for Best Supporting Actress in a Drama Series) هي إحدى فئات الجوائز التي تمنحها جائزة اختيار النقاد للتلفزيون (BTJA) سنويًا تقديرًا لعمل الممثلات التلفزيونيات. تم تقديمها في عام 2011، عندما أُطلق هذا الحدث لأول مرة. يتم اختيار الفائزات من قبل مجموعة من نقاد التلفزيون الأعضاء في رابطة نقاد التلفزيون.

## وصلات خارجية
- الموقع الرسمي